# 산티아고 이디고라스
산티아고 이디고라스 빌바오(스페인어: Santiago Idígoras Bilbao, 1953년 7월 24일, 바스크 주 오냐티 ~)는 스페인의 전직 축구 선수로, 현역 시절 공격수 혹은 좌측 미드필더로 활약했다.

## 클럽 경력
기푸스코아 도 오냐티 출신인 이디고라스는 인근 레알 소시에다드의 유소년부를 졸업했다. 2군에서 2년을 보낸 그는 1974-75 시즌에 1군으로 승격되었고, 1974년 9월 15일에 0-1로 패한 셀타 비고와의 원정 경기에서 라 리가 첫 경기를 치렀고, 이디고라스는 파랑 하양 군단의 1군에서 보낸 첫 해를 25경기 출전으로 마쳤고, 소속 구단의 4위의 성적을 냈다.
이디고라스는 바스크 연고 구단 소속으로 7년을 보내며 1군 주축으로 활약했는데, 매년 최소 25경기는 출전했으며, 1980-81 시즌에는 리그를 우승했는데, 이 해에는 29경기에 출전했는데, 이 중 21번의 경기에 선발로 출전했는데, 3골을 기록했다. 그는 창백한 피부와 금발머리로 인해 오냐티의 바이킹(El Vikingo de Oñati)이라는 별칭이 붙었다.
이디고라스는 255번의 경기에 출전해 47골을 기록했던 레알 소시에다드를 떠나 멕시코의 푸에블라에 입단했다. 그는 짭짤한 계약을 했는데, 푸에블라는 당시 우승 경쟁에 뛰어들기 위한 선수단을 구축하기 위해 전 바르셀로나 선수였던 후안 마누엘 아센시와 전 레알 마드리드 선수였던 피리를 영입했지만, 줄무늬띠 군단은 플레이오프전 진출권 조차도 얻지 못했다.
1982년 여름, 해외에서의 딱 한 시즌 만에 이디고라스는 발렌시아로 이적해 마리오 켐페스와 한배를 타면서 다시 스페인 무대로 복귀했다. 그는 1982-83 시즌에 악전고투를 벌였는데, 시즌 중반에는 주전 지위까지 상실했고, 동지는 15위의 초라한 성적을 거두었다.
이디고라스는 1985년에 32세의 나이로 3부 리그에 속한 알라베스에서의 2년을 보내고 축구화를 벗었는데, 소속 구단은 2년 연속 3위 성적을 거두었지만 플레이오프전에 올라가지는 못했다.

## 국가대표팀 경력
이디고라스는 스페인 국가대표팀 경기에 1번 출전했는데, 그의 처음이자 마지막 국가대표팀 경기는 1977년 2월 9일에 더블린에서 아일랜드를 1-0으로 이긴 친선경기였다. 그는 몽레알에서 열린 1976 하계 올림픽에서 자국을 대표로 출전했는데, 스페인은 이 대회의 조별 리그에서 탈락했다.

## 은퇴 후
은퇴 후, 이디고라스는 고향 산 세바스티안에서 체육관을 운영했다.

## 수상
레알 소시에다드
- 라 리가: 1980–81